# Distretto di Csurgó
Il distretto di Csurgó (in ungherese Csurgói járás) è un distretto dell'Ungheria, situato nella provincia di Somogy.